# NGC 6149
NGC 6149 este o liner situată în constelația Hercule. A fost descoperită în 3 aprilie 1887 de către Lewis A. Swift. Se află la o distanță de 37,2 de megaparseci de Pământ.